# Cladosporium cucumerinum
Cladosporium cucumerinum är en svampart som beskrevs av Ellis & Arthur 1889. Cladosporium cucumerinum ingår i släktet Cladosporium och familjen Davidiellaceae.   Inga underarter finns listade i Catalogue of Life.